# Divadelní kauza
Jako divadelní kauza (rusky театральное дело, anglicky theater case) se označuje ruský soudní proces, ve kterém byly režisérka Jevgenija Berkovičová a dramatička Světlana Petrijčuková odsouzeny k šesti rokům vězení kvůli divadelní hře Finist, jasný sokol, kde bylo zničehonic odhaleno „schvalování terorismu“. Obě opakovaně obvinění ze schvalování terorismu odmítly. Jejich hra před rokem získala jednu z nejvýznamnějších ruských divadelních cen a pojednává o ženách, které se provdají za islámské bojovníky a odejdou do Sýrie. Divadelní hru umělkyň nahlásil na policii anonym, jehož jméno není veřejnosti známo, ale před soudem vystoupil jako utajený svědek s pozměněným hlasem a psedonymem Nikita. Obě ženy byly více než rok uvězněny ve vyšetřovací vazbě. Soudce Jurij Massin (rusky Юрий Массин) rozhodl, že trest si odsouzené mají odpykat v trestanecké kolonii s běžným režimem, představující druhý stupeň na čtyřstupňové škále přísnosti vězeňského režimu. Agentura AP označila rozsudek za nejnovější zásah v neutuchajícím tažení proti disentu, které se v Rusku vystupňovalo po vpádu ruských vojsk na Ukrajinu.